# Homapoderus distinguendulus
Homapoderus distinguendulus es una especie de coleóptero de la familia Attelabidae.

## Distribución geográfica
Habita en Togo y República Democrática del Congo.